# جامعة ميامي (أوهايو)
جامعة ميامي هي جامعة أبحاث عامة في أكسفورد، أوهايو. تأسست الجامعة عام 1809، مما يجعلها ثاني أقدم جامعة في أوهايو في الولايات المتحدة. يتكون نظام الجامعة من الحرم الجامعي الرئيسي في أكسفورد، بالإضافة إلى الحرم الجامعي الإقليمي في هاميلتون وميدلتاون وويست تشيستر. تحتفظ ميامي أيضًا بحرم داخلي دولي، وهو مركز دوليبوا الأوروبي في ديفردانج، لوكسمبورغ. وهي مصنفة ضمن «R2: دكتوراه جامعات - نشاط بحثي عالي». وهي تابعة لنظام جامعة أوهايو.
تشتهر جامعة ميامي بتعليمها في الفنون الحرة. يقدم أكثر من 120 برنامجًا للحصول على درجة جامعية وأكثر من 60 برنامجًا للدراسات العليا في 8 مدارس وكليات في الهندسة المعمارية والأعمال والهندسة والعلوم الإنسانية والعلوم. في إصدارها لعام 2019، صنفت يو إس نيوز آند وورد ريبورت الجامعة في المرتبة 96 بين الجامعات الوطنية والجامعة العامة رقم 42 في الولايات المتحدة. تم تصنيف جامعة ميامي في المرتبة الثالثة كأفضل جامعة وطنية (الثانية بين المؤسسات العامة) للتعليم الجامعي. ميامي هي واحدة من ثماني مدارس عامة أصلية في Ivy، وهي مجموعة من الجامعات الممولة من القطاع العام والتي تعتبر توفر جودة تعليمية مماثلة لتلك الموجودة في رابطة اللبلاب.
تتمتع جامعة ميامي بتاريخ طويل من الحياة اليونانية. تم تأسيس خمس منظمات اجتماعية مؤلفة من الحروف اليونانية في الجامعة مما سمح لميامي بلقب «أم الأخوة». اليوم، تستضيف جامعة ميامي أكثر من 50 فصلاً للأخوة والناشئة، وما يقرب من ثلث الطلاب الجامعيين أعضاء في المجتمع اليوناني. تشتهر ميامي بجمال الحرم الجامعي، حيث أطلق عليها الشاعر روبرت فروست الحائز على جائزة بوليتزر «أجمل حرم جامعي على الإطلاق». صنفت مجلة فوربس مدينة أكسفورد في المرتبة الأولى على قائمتها لعام 2016 لأفضل المدن الجامعية في الولايات المتحدة.
الفرق الرياضية في ميامي تتنافس في وطنية جماعية رياضية جمعية (NCAA) القسم الأول والتي تعرف باسم ريدهوكس ميامي. يتنافسون في مؤتمر منتصف أمريكا في جميع الرياضات الجامعية باستثناء هوكي الجليد، الذي يتنافس في المؤتمر الوطني للهوكي الجماعي.

## الحرم الجامعي

### أكسفورد

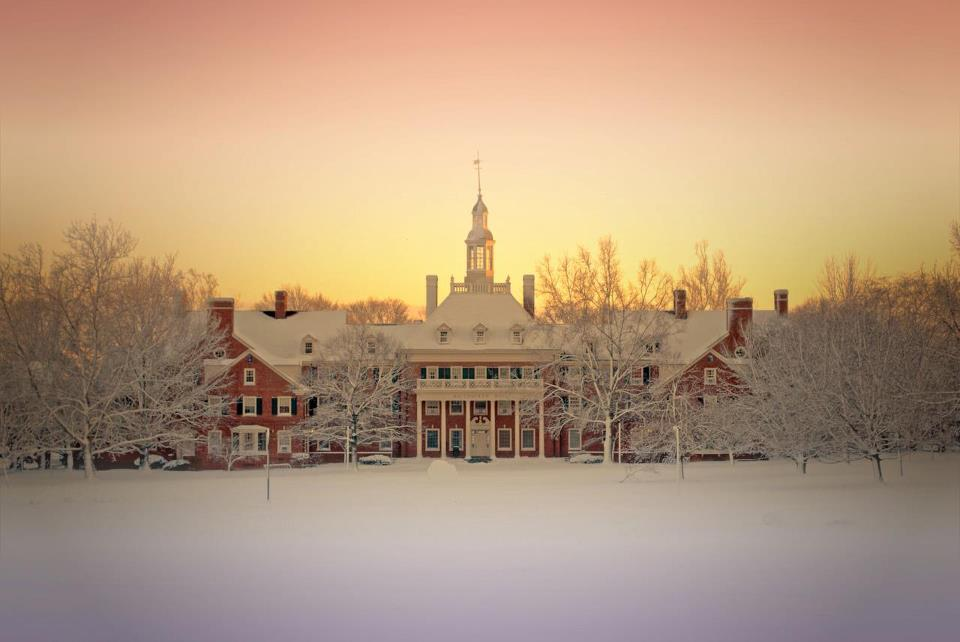
قاعة MacCracken هي واحدة من العديد من مباني الحرم الجامعي الشهيرة.

يقع الحرم الجامعي الرئيسي لجامعة ميامي في أكسفورد بولاية أوهايو. تقع المدينة في وادي ميامي في جنوب غرب ولاية أوهايو. بدأ تطوير الحرم الجامعي في عام 1818 بمبنى متعدد الأغراض يسمى فرانكلين هول. تم بناء قاعة إليوت عام 1825، وهي أقدم مبنى سكني في ميامي. تشتهر ميامي بجمال الحرم الجامعي، حيث أطلق عليها الشاعر روبرت فروست الحائز على جائزة بوليتزر، وهو صديق للفنان المقيم في ميامي بيرسي ماكاي، الشاعر آنذاك. أضافت ميامي مباني الحرم الجامعي، مثل مدرسة المزارعين لمبنى الأعمال، بأسلوب مميز للهندسة المعمارية الجورجية، حيث بنيت جميع المباني من ثلاثة طوابق أو أقل، أو «بالمقياس البشري». اليوم، تتكون مساحة حرم أكسفورد الجامعي في ميامي من 2138 فدانًا (8 كم 2).
أكسفورد، أوهايو هي مدينة جامعية، حيث يذهب أكثر من 70.0% من السكان إلى الكلية أو كلية الدراسات العليا. صنفت مجلة فوربس مدينة أكسفورد في المرتبة الأولى على قائمتها لعام 2016 لأفضل المدن الجامعية في الولايات المتحدة. يُطلب من جميع طلاب السنة الأولى والثانية العيش في الحرم الجامعي وجميع المساكن المكونة من ثلاثة طوابق أو أقل. تشمل خيارات تناول الطعام في جامعة ميامي حوالي 30 وجهة لتناول الطعام في الحرم الجامعي. حازت خدمات الطعام في ميامي على 52 جائزة منذ عام 2004. يوجد في جامعة ميامي أيضًا مركزًا للرياضات الترفيهية. يحتوي المركز على ثلاثة ملاعب لكرة السلة، ومسبح بحجم أولمبي وبئر للغوص، ومركز متابعة خارجي، ومركز لتسلق الصخور، وغرفة لياقة بدنية، وفصول دراسية كبيرة للتمارين الرياضية، وغرفة للأوزان.
يضم متحف هيفنر للتاريخ الطبيعي، الموجود في قاعة يوفام، عروضًا للعديد من الحيوانات ذات الظلف والحيوانات الأخرى، والأصداف، والشعاب المرجانية والإسفنج، والهياكل العظمية والحفريات.

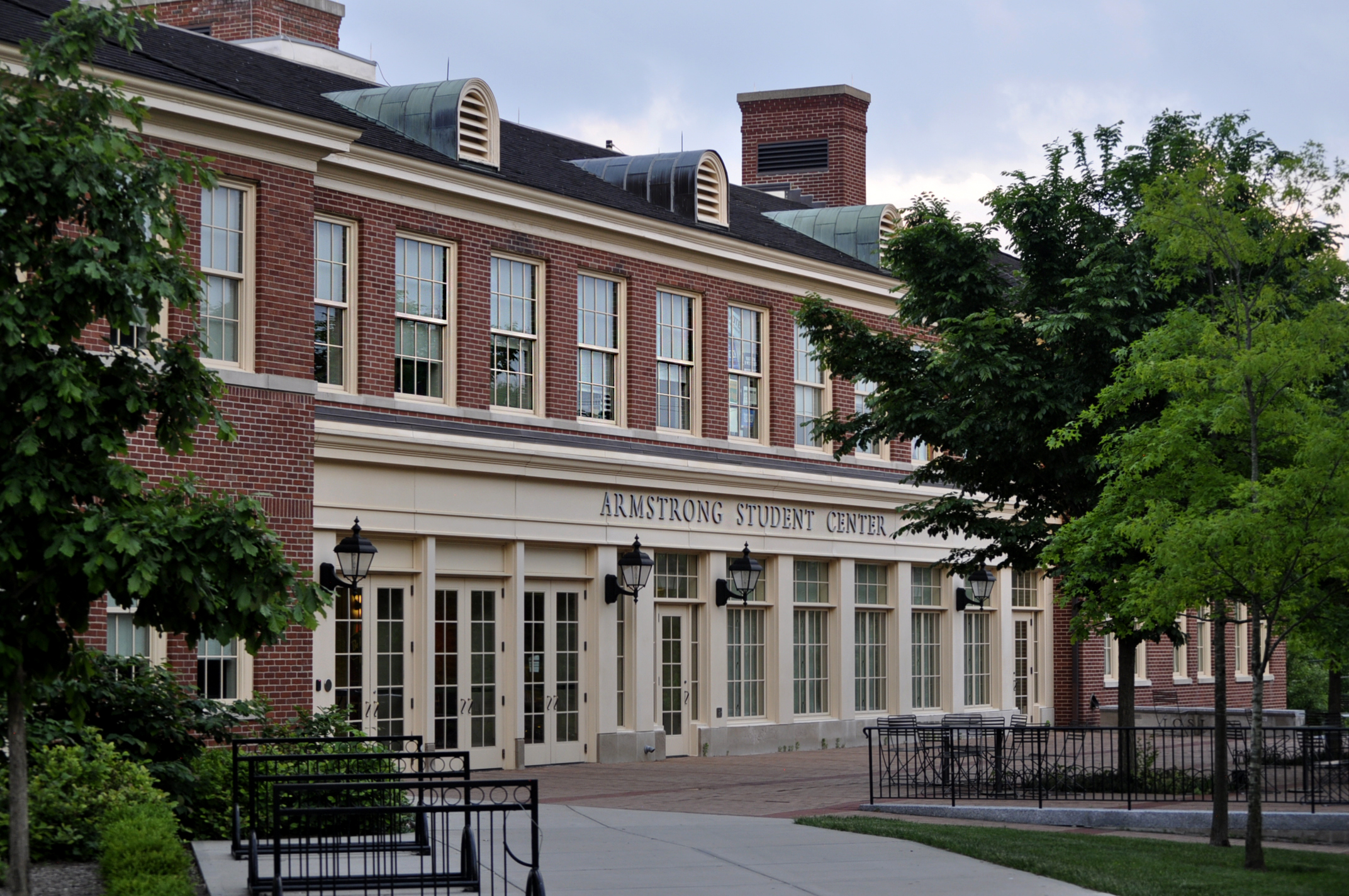
مركز طلاب ارمسترونج

#### المباني الأكاديمية
- «مبنى الفن» - 1985 فن
- قاعة البكالوريوس  - 1979، الإنجليزية؛ الرياضيات؛ علم أمراض النطق وعلم السمع؛ عيادة النطق والسمع
- بنتون هول  - 1969، علوم الكمبيوتر وهندسة البرمجيات
- «بويد هول» - 1947
- "" مركز الفنون المسرحية "" - 1986، موسيقى؛ مسرح؛ مكتبة عاموس الموسيقية؛ سلسلة الفنون المسرحية
- "" قاعة جارلاند / مبنى الهندسة "- 2006، الهندسة الكيميائية والورقية والطبية الحيوية؛ الهندسة الكهربائية والحاسوب؛ الهندسة الميكانيكية والتصنيع
- قاعة المحاضرات  - 1908، الفلسفة؛ سلسلة الفنون المسرحية
- هاريسون هول  - 1960، العلوم السياسية
- «هايستاند هول» - 1958، الفن
- هويت هول  - 1971، خدمات تكنولوجيا المعلومات
- مختبرات هيوز - 1970 الكيمياء والكيمياء الحيوية
- «إيرفين هول» - 1925، الدراسات الفرنسية والإيطالية والكلاسيكية؛ اللغات والثقافة الألمانية والروسية والآسيوية والشرق أوسطية؛ الإسبانية والبرتغالية
- «بيبودي هول» - 1871 دراسات فردية (البرنامج الغربي)
- بيرسون هول  - 1986، علم الأحياء؛ علم الاحياء المجهري؛ التمريض
- «قاعة فيليبس» - 1962، علم الحركة والصحة
- «قاعة الصحافة» - 1931، موسيقى
- «بناء علم النفس» - 2006 علم النفس
- «قاعة رودبوش» - 1956 الإدارة
- "" مركز شرايفر "- 1957، مركز زيارة القبول؛ مكتبات الجامعة؛ مركز رينيلا
- «وارفيلد هول» - 1962 الإدارة
- ويليامز هول  - 1959، الإعلام والصحافة والسينما

#### المعالم التاريخية
- متحف ويليام هولمز ماكجافي، معلم تاريخي وطني
- زكريا برايس ديويت كابينة، مدرجة في السجل الوطني للأماكن التاريخية
- إليوت وستودارد هولز، أقدم مهاجع مستخدمة في ولاية أوهايو
- كوخ لانجستروث، معلم تاريخي وطني
- لويس بليس، منزل رؤساء ميامي

#### مكتبة الملك

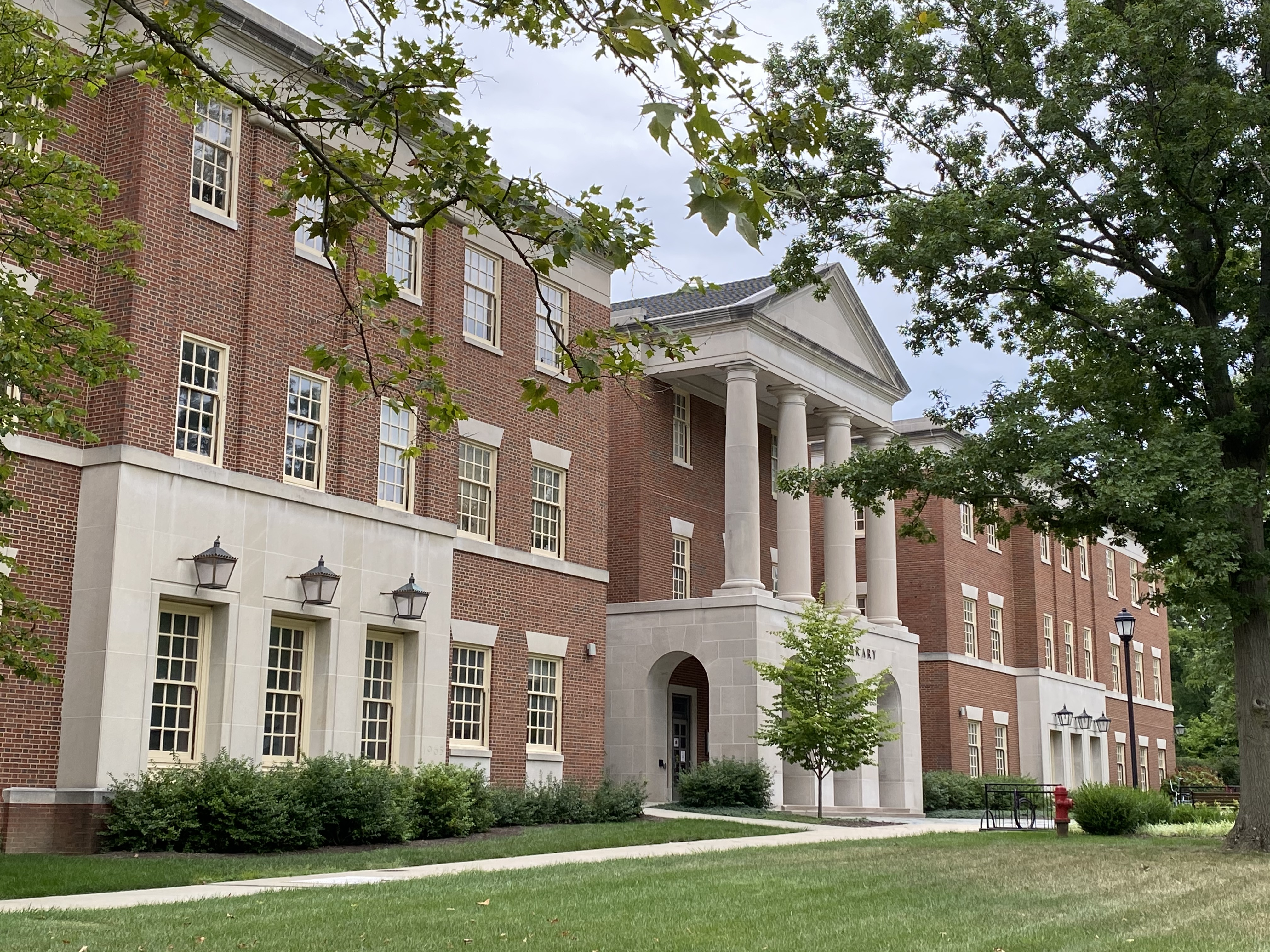
مكتبة الملك

كانت مكتبة إدغار دبليو كينغ تُعرف في الأصل باسم مكتبة الملك الجامعية عندما تم الانتهاء من القسم الجنوبي في عام 1966. عندما تم الانتهاء من القسم الشمالي في عام 1972، تم حذف كلمة «طالب جامعي» من اسمه. قبل بناء مكتبة الملك، كانت مكتبة الخريجين هي مكتبة الجامعة الرئيسية. عندما تم الانتهاء من مكتبة الملك في عام 1972، تم تغيير مكتبة الخريجين إلى قاعة الخريجين.
- جامعة ميامي ميدلتاون، وتقع في ميدلتاون. تأسس عام 1966، وهو أول حرم جامعي إقليمي في ولاية أوهايو.[26]
- جامعة ميامي هاميلتون، وتقع في هاميلتون. تأسست عام 1968.
- مركز تعليم صوت أمريكا بجامعة ميامي، الموجود في ويست تشيستر. تأسس هذا الحرم الجامعي في عام 2009، ويضم برنامج ماجستير إدارة الأعمال في كلية المزارعين للأعمال.[27]

الجامعات الإقليمية ميامي هي غير السكنية وتوفر حفنة من درجة البكالوريوس، درجة جامعية، واحدة برنامج شهادة، فضلا عن بدء العمل بطبيعة الحال لمعظم درجة لمدة أربع سنوات، وماجستير في إدارة الأعمال والماجيستير البرامج في جامعة أكسفورد. تسجل حرم ميامي الإقليمية مجتمعة 4664 طالبًا. يتنافس ميدلتاون وهاملتون في الرياضات المستقلة كأعضاء في مؤتمر الحرم الجامعي الإقليمي في أوهايو، ويتنافسون تحت ألقاب «ميدلتاون ثندر هوك» و «هاملتون هاريرز».

### الحرم الجامعي الدولي
مركز دوليبوا الأوروبي في لوكسمبورغ يتم تضمين كما في الخارج دراسة الخيار للطلاب، والمنازل فقط حوالي 125 طالبا لكل فصل دراسي. يقدم فصولاً مستمرة تتعلق بدراسات الطلاب في أكسفورد.

## الحياة الطلابية

### الجسم الطلابي
|                           | الجامعية | تخرج | تعداد الولايات المتحدة |
| ------------------------- | -------- | ---- | ---------------------- |
| أبيض غير اسباني           | 73٪      | 75٪  | 60.7٪                  |
| أسود                      | 4٪       | 5٪   | 13.4٪                  |
| آسيا                      | 2٪       | 3٪   | 5.8٪                   |
| من أصل اسباني (من أي عرق) | 4٪       | 5٪   | 18.1٪                  |
| أعراق / أعراق أخرى        | 4٪       | 3٪   | 2٪                     |
| دولي                      | 13٪      | 9٪   | (غير متاح)             |

اعتبارًا من عام 2017، بلغ إجمالي عدد الطلاب المسجلين في جامعة ميامي 24424 طالبًا مقبولًا. يضم حرم أكسفورد 19452 طالبًا، منهم 17147 في المرحلة الجامعية و 2305 في الخريجين والمهنيين. على الرغم من أن 40.5% من الطلاب يأتون من ولاية أوهايو، فإن عروض القبول في السنة الأولى لخريف 2017 شملت طلابًا من جميع الولايات الأمريكية الخمسين ومن مقاطعة كولومبيا وخارجها. تضم جامعة ميامي 3056 طالبًا دوليًا من 85 دولة. من بين الطلاب الدوليين المسجلين بانتظام، الدول الأكثر تمثيلاً هي الصين وفيتنام والهند وكوريا الجنوبية. مع توزيع الجنس بنسبة 49% من الطلاب الذكور و 51% من الطالبات، فإن التفاوت بين الجنسين في جامعة ميامي بين الرجال والنساء أقل بكثير من المتوسط الوطني، مما يجعلها واحدة من أكثر المؤسسات الجامعية توازناً في الولايات المتحدة.
التنوع العرقي في جامعة ميامي منخفض بين الجامعات الحكومية في الولايات المتحدة. لا تزال غالبية الطلاب في جامعة ميامي من البيض، على الرغم من الجهود المبذولة لتجنيد المزيد من طلاب الأقليات. احتلت جامعة ميامي المرتبة 95 من بين 100 جامعة وطنية للأكاديميين حسب التنوع، واعتبارًا من خريف 2016، كان لديها أقل نسبة من الطلاب الملونين المحليين بين جميع الجامعات العامة الخمس الكبرى في أوهايو.

### المنظمات التي يديرها الطلاب

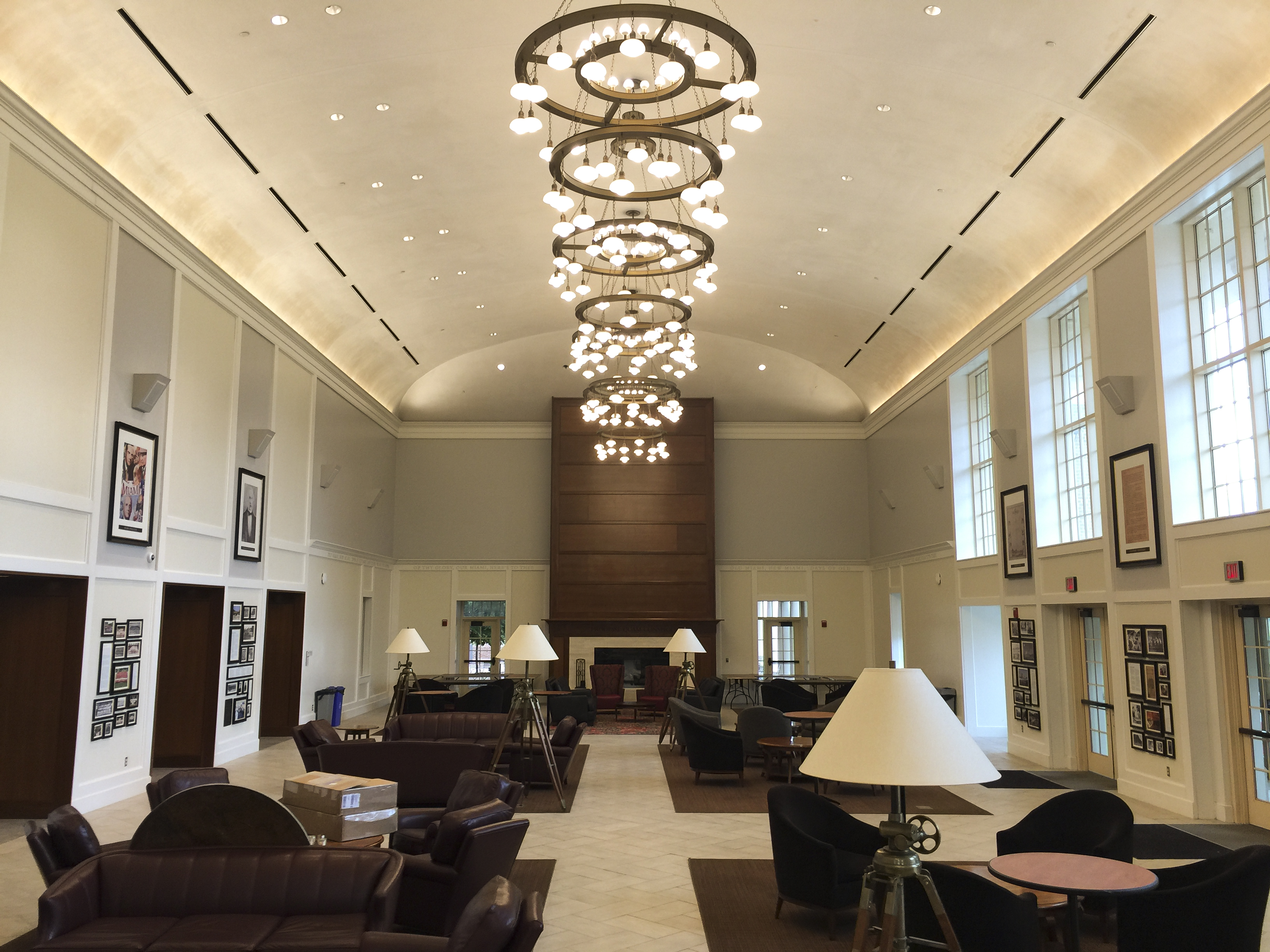
تقع معظم المنظمات التي يديرها الطلاب في مركز أرمسترونج للطلاب.

للعام الدراسي 2017-18، كان لدى ميامي أكثر من 600 منظمة طلابية مسجلة. تدير هذه النوادي والمنظمات سلسلة كاملة من النوادي الرياضية إلى الأخويات المهنية، من المجموعات السياسية والدينية إلى الأزياء والمسرح. تعترف الجامعة بحكومة الطلاب المنتسبة (ASG) التي تمثل اهتمامات الطلاب لأعضاء هيئة التدريس والإداريين والهيئة التشريعية لأوهايو. إنها الحكومة الطلابية الرسمية لجامعة ميامي. لديها فرع تنفيذي يديره رئيس طلابي و 14 عضوًا من مجلس الوزراء التنفيذي الذين يعملون مع إداريين في جميع مجالات الحياة الطلابية بالإضافة إلى الأكاديميين، وهو فرع تشريعي مكون من 50 عضوًا في مجلس الشيوخ يعبرون عن مخاوف الطلاب ويكتبون ويصوتون على التشريعات على أساس أسبوعي والسلطة القضائية، وتتألف من 17 طالبًا جامعيًا يؤلفون محكمة الطلاب التي تنظر في القضايا التي تنطوي على انتهاكات لقانون الطلاب، وتضمن أن الطلاب على دراية بحقوقهم القانونية.

## ألعاب القوى
تسمى الفرق الرياضية التابعة للاتحاد الوطني لألعاب القوى الجماعية (NCAA) في ميامي بفرق RedHawks ؛ يقدم البرنامج 18 رياضة اسكوادية للرجال والنساء. يتنافسون في مؤتمر منتصف أمريكا (MAC) في جميع الرياضات الجامعية باستثناء هوكي الجليد، الذي يتنافس في مؤتمر الهوكي الوطني الجماعي.

### كرة القدم

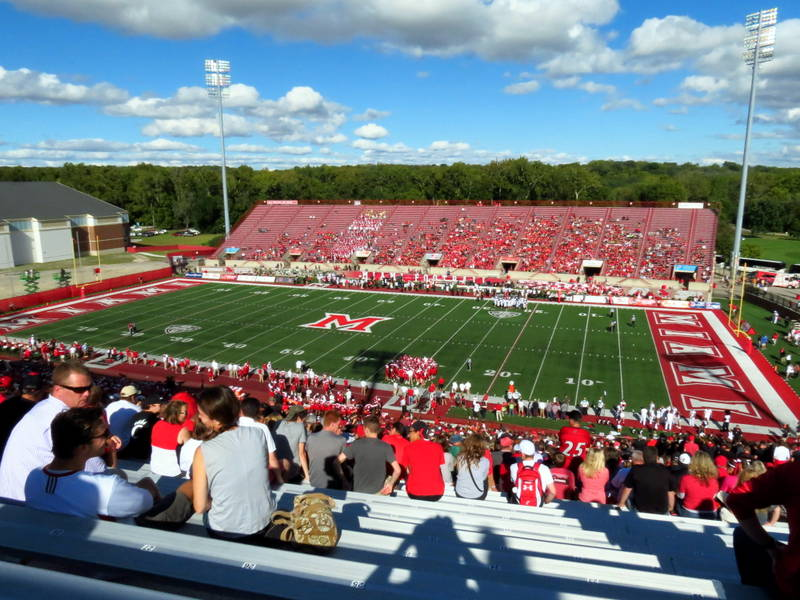
مباراة كرة قدم على ملعب ياجر

لُقبت ميامي بـ «مهد المدربين» للمدربين الذين تدربوا من خلال برنامج كرة القدم، بما في ذلك مجند Hall of Fame بول براون، كارمن كوزا، ويب إيبانك، آرا بارسيجيان، إيرل بلايك، وودي هايز، بو شيمبيشلر، وجيم تريسل، لتسمية البعض من مجموعة مختارة تزيد عن 80. ذهب بن روثليسبيرجر، لاعب الوسط من ميامي، ليكون لاعب الوسط مرتين في سوبر بول لصالح بيتسبرغ ستيلرز. جون هاربو، المدافع العائد من ميامي، درب فريق بالتيمور رافينز للفوز في سوبر بول XLVII.

### كرة سلة
ظهر فريق ميامي لكرة السلة للرجال في 17 بطولة NCAA لكرة السلة، ووصل إلى Sweet Sixteen أربع مرات، كان آخرها في عام 1999. من بين الطلاب الرياضيين البارزين السابقين راندي آيرز، ورون هاربر، والي شزيربياك، ووين إمبري.
يتنافس الفريق في ميليت هول ويديره جاك أوينز.

## خريجون بارزون
ينشط خريجو ميامي من خلال العديد من المنظمات والأحداث. لجمعية الخريجين فروع نشطة في أكثر من 50 مدينة. قدم عدد من خريجي ميامي مساهمات كبيرة في مجالات الحكومة والقانون والعلوم والأوساط الأكاديمية والأعمال والفنون والصحافة وألعاب القوى وغيرها.
جامعة ميامي هي واحدة من خمس مدارس، إلى جانب الأكاديمية البحرية الأمريكية، وجامعة ميتشيغان، وجامعة ستانفورد، وجامعة ديلاوير، والتي تخرجت رئيسًا للولايات المتحدة وفازًا في سوبر باول. بنجامين هاريسون، الرئيس الثالث والعشرين للولايات المتحدة، تخرج من ميامي عام 1852. تخرج تشارلز أندرسون، الحاكم السابع والعشرون لأوهايو، من ميامي عام 1833. حصل تشونغ أون تشان، رئيس الوزراء السابق لكوريا الجنوبية، على درجة الماجستير من ميامي في الاقتصاد عام 1972. ومن بين السياسيين الآخرين السناتور الأمريكي ماريا كانتويل من واشنطن، ورئيس مجلس النواب الأمريكي بول رايان من ولاية ويسكونسن، والنائبة الأمريكية سوزان بروكس من إنديانا. ريتا دوف، الحائزة على جائزة بوليتزر وأول شاعرة أمريكية من أصل أفريقي للولايات المتحدة، تخرجت بامتياز مع مرتبة الشرف من ميامي. من بين الخريجين البارزين الآخرين في مجال الأعمال: مارن ليفين، مدير العمليات في انستغرام، سي. مايكل أرمسترونج، رئيس مجلس الإدارة والرئيس التنفيذي السابق لشركة AT&T. كريس روز هو مضيف استوديو مع شبكة MLB وشبكة NFL. جون هاربو هو المدير الفني لفريق بالتيمور رافينز. تخرج بول براون، المؤسس الجزئي لكليفلاند براونز وسينسيناتي بنغلس والمدرب الرئيسي لكلا الفريقين من دفعة عام 1930.

من خريجي ميامي الذين يلعبون في البطولات الرياضية المحترفة دان بويل من دوري الهوكي الوطني، وآندي غرين من دوري الهوكي الوطني، وريان جونز من دوري الهوكي الوطني، وإليك مارتينيز من دوري الهوكي الوطني، جون إيلي من دوري كرة القاعدة الرئيسي، آدم إيتون من دوري كرة القاعدة الرئيسي، لاعب الجولف براد أدامونيس، ميلت ستيجال (سينسيناتي بنغلس ووينيبيغ بلو بومبرز)، 2002 إن بي إيه والي سزربياك، ولاعبي NFL براندون بروكس، كوينتين رولينز، زاتك ديزيرت، واثنين من مرة سوبر السلطانية الحائز على الوسط بن رويثليسبيرغر.

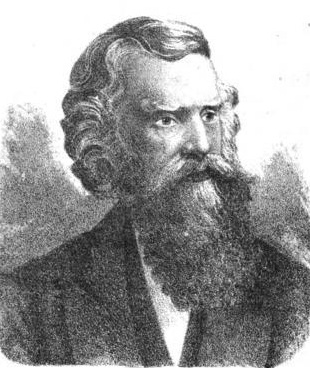
الحاكم السابع والعشرون لأوهايو تشارلز أندرسون (سياسي أمريكي، مواليد 1814) (ليسانس الحقوق، 1833)
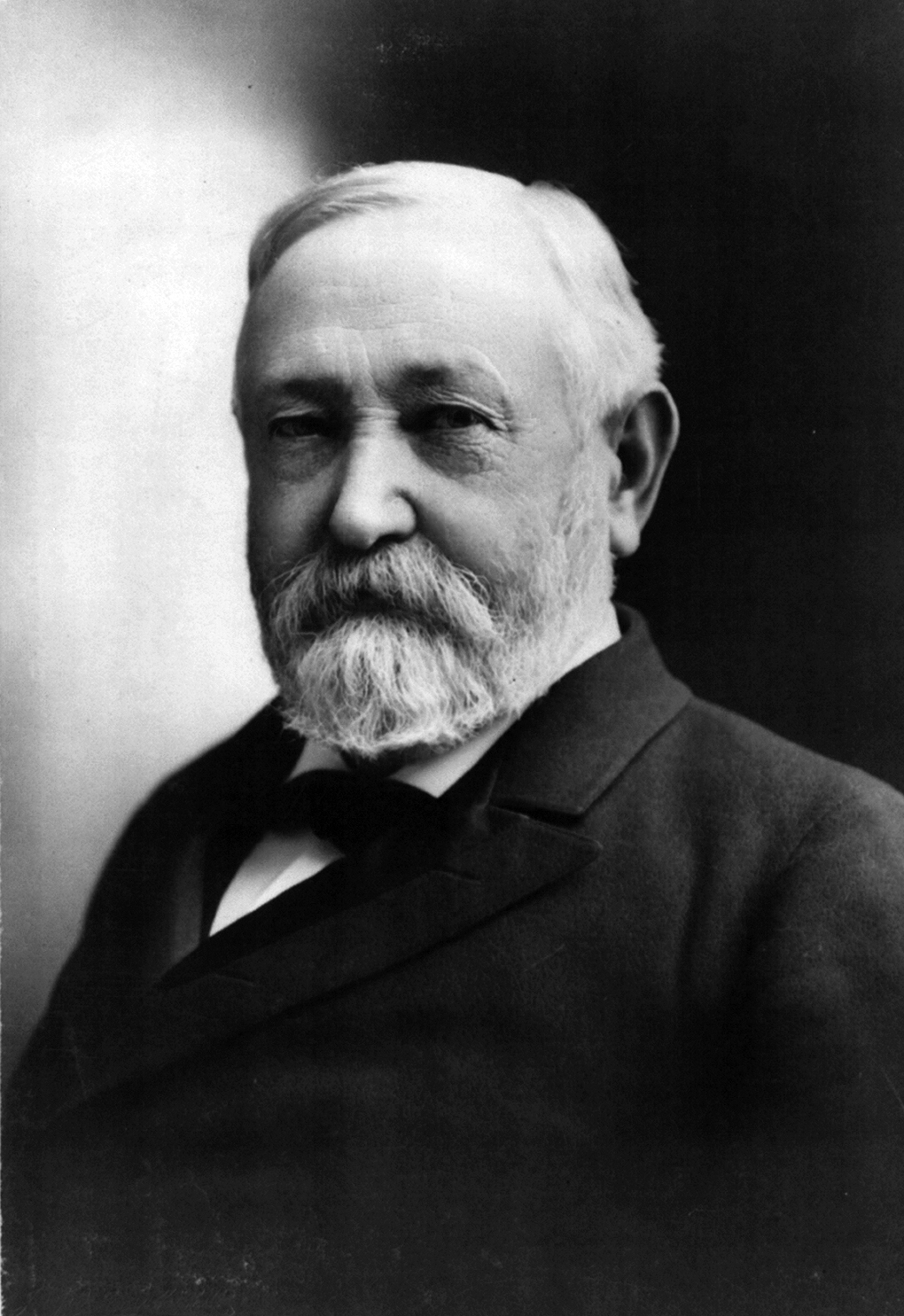
الرئيس الثالث والعشرون للولايات المتحدة بنجامين هاريسون (بكالوريوس، 1852)
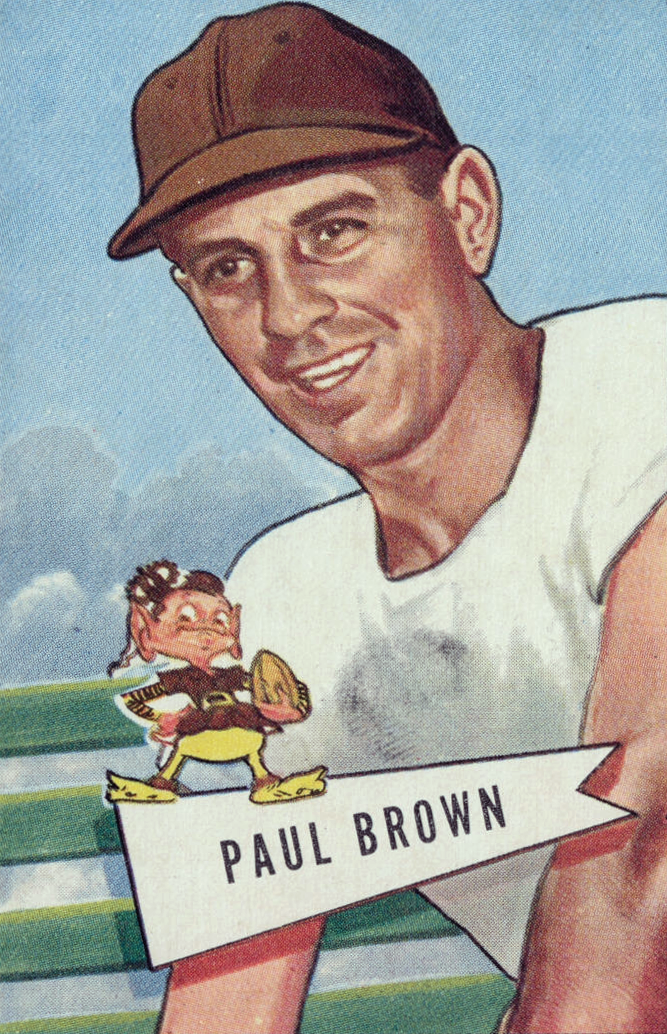
مدرب كرة القدم الأمريكية والمدير التنفيذي بول براون (B.Ed، 1930)
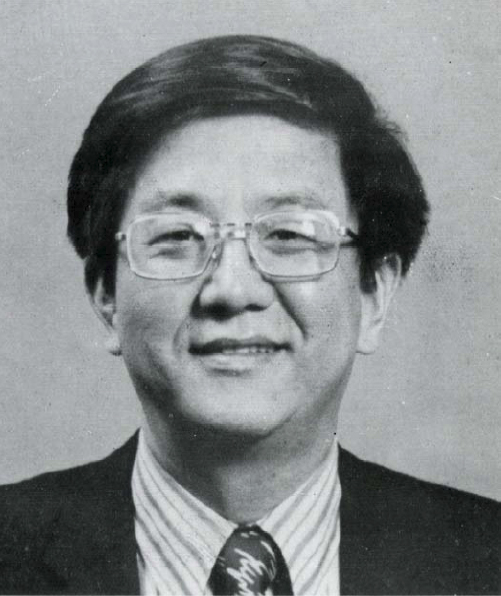
عالم الفيزياء النظرية الأمريكي بنيامين دبليو لي (بكالوريوس، 1956)
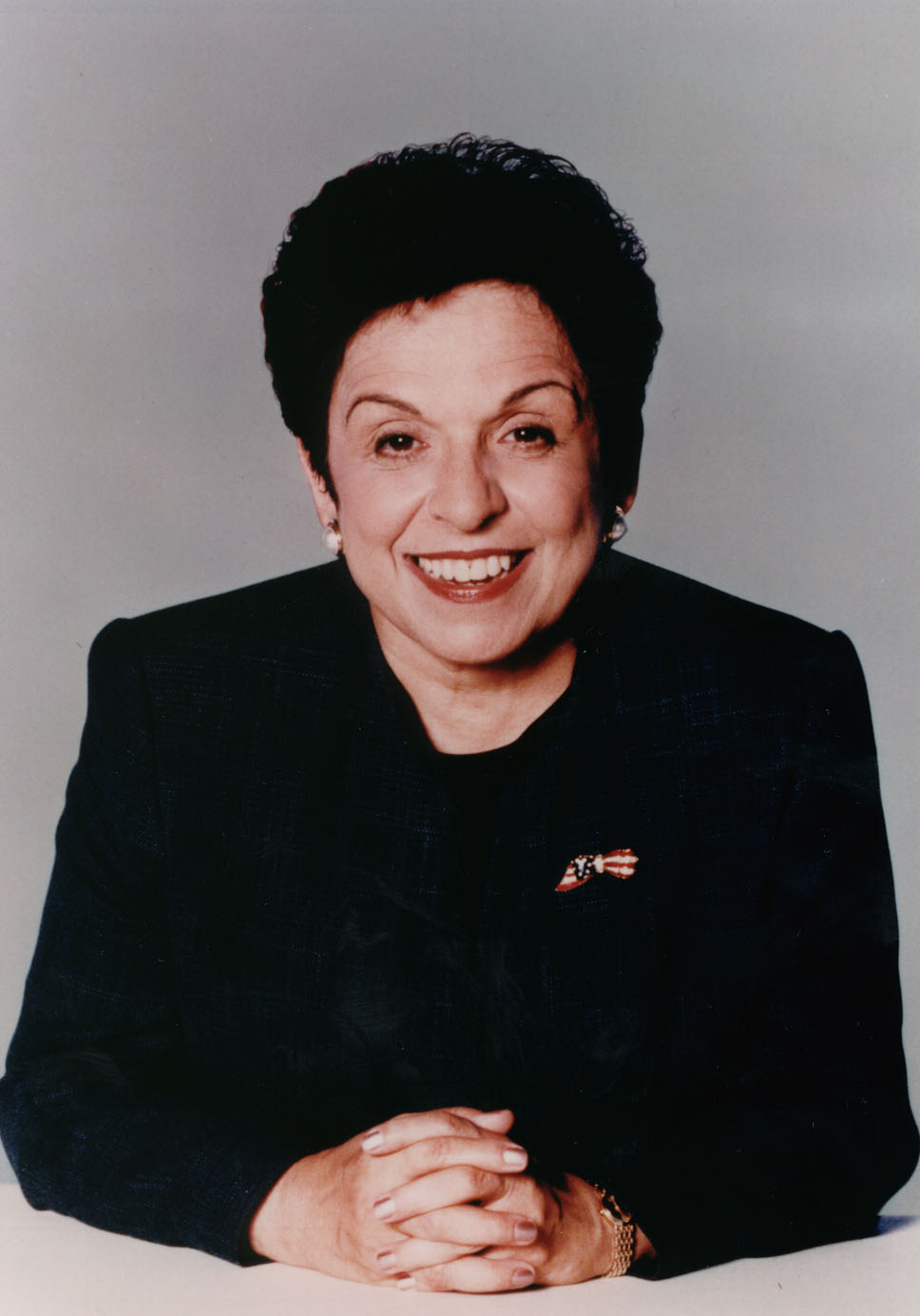
وزيرة الصحة والخدمات الإنسانية الأمريكية الثامنة عشرة دونا شلالا (بكالوريوس، 1962)
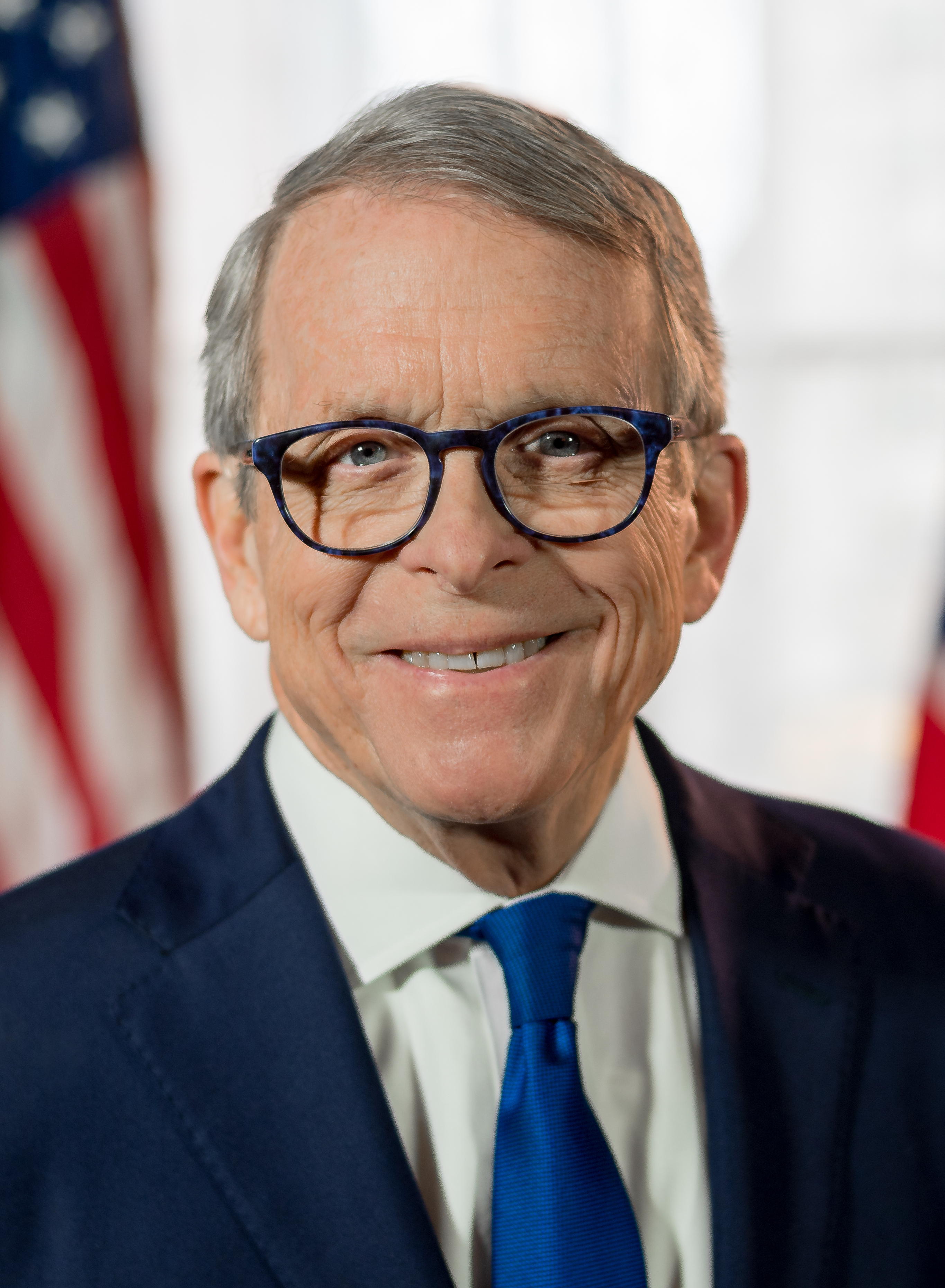
70th حاكم ولاية أوهايو والسيناتور الأمريكي السابق مايك ديواين (بكالوريوس، 1969)
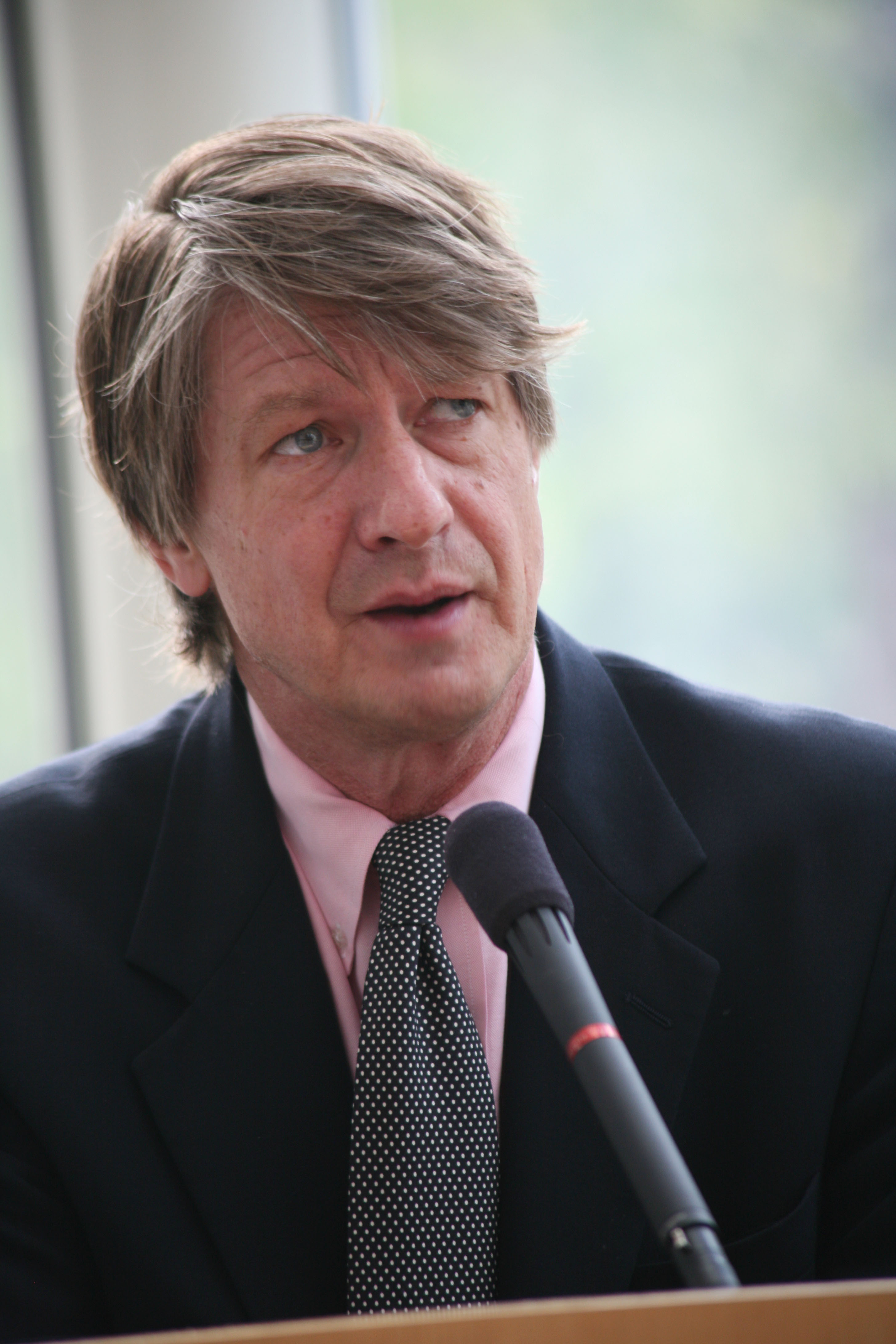
صحفي وساخر سياسي أمريكي PJ O'Rourke (BA، 1969)
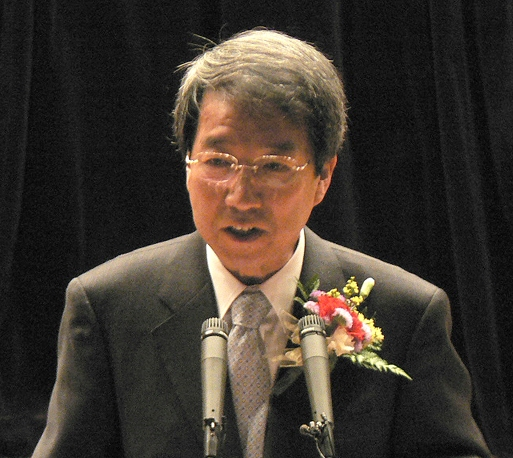
رئيس الوزراء السادس والثلاثون لكوريا الجنوبية تشونغ أون تشان  [لغات أخرى]‏ (ماجستير، 1972)
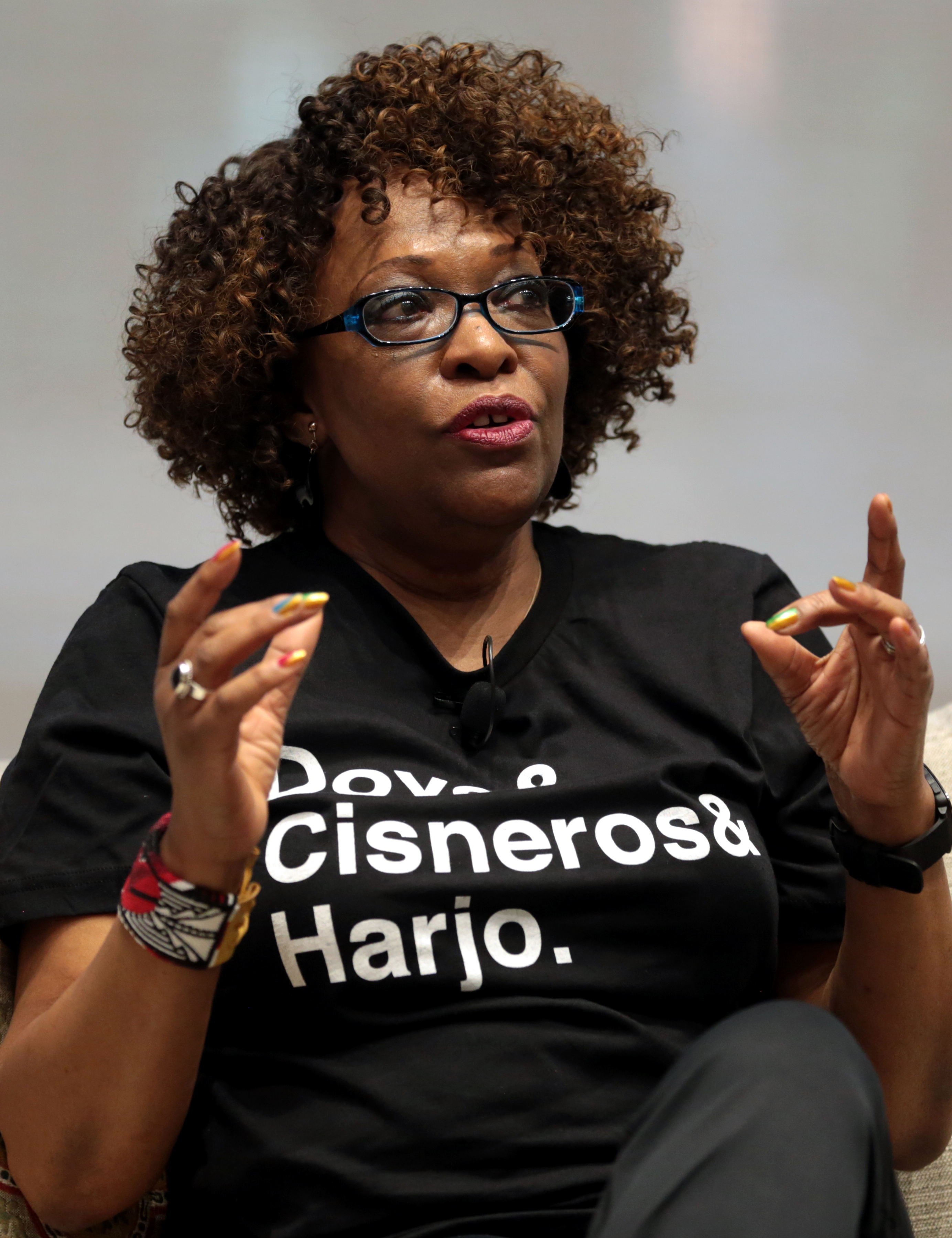
الشاعرة والكاتبة الأمريكية الحائزة على جائزة بوليتزر ريتا دوف (بكالوريوس 1973)
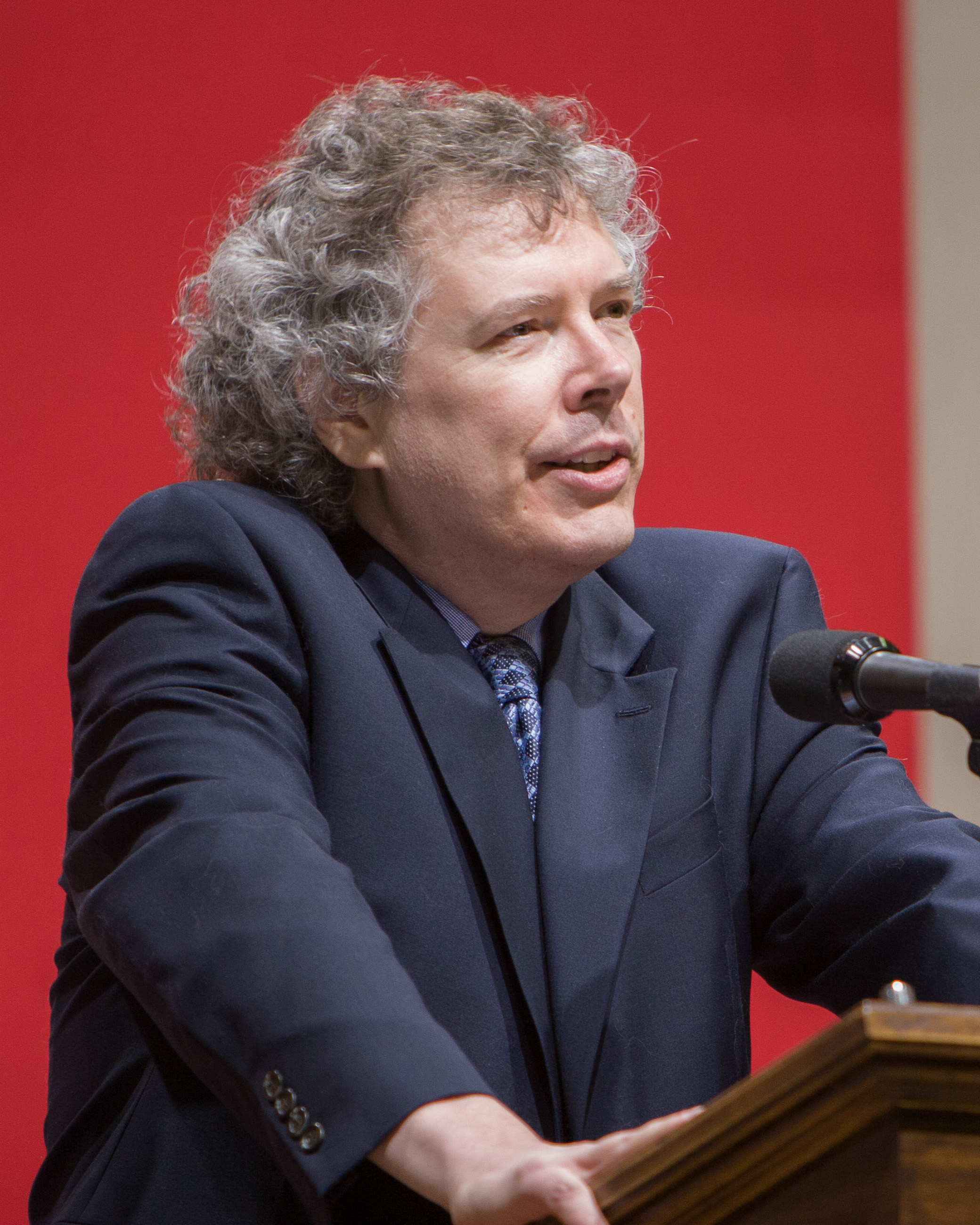
كاتب وعالم سياسي أمريكي داريل إم. ويست (بكالوريوس، 1976)
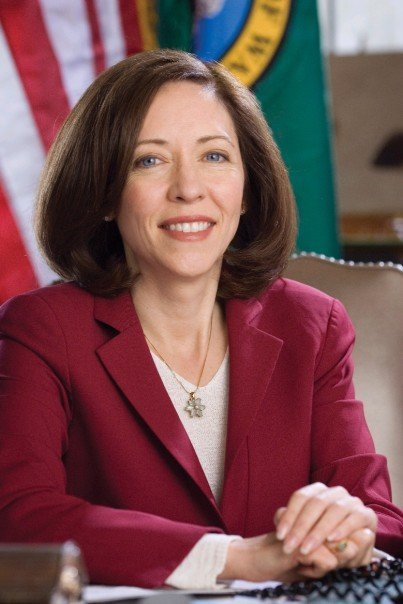
عضو مجلس الشيوخ الأمريكي من واشنطن ماريا كانتويل (بكالوريوس 1980)
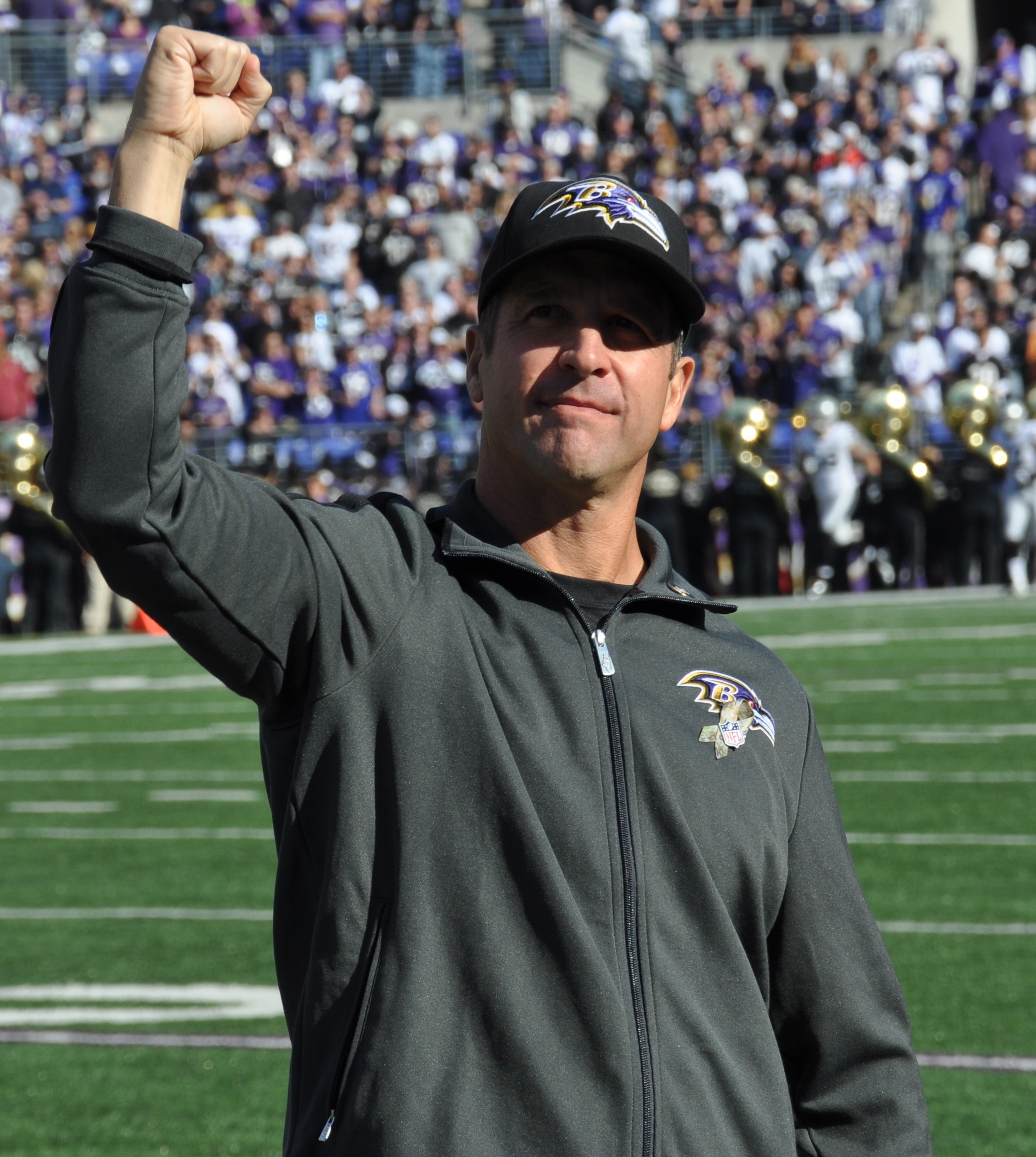
مدرب بطل سوبر بول XLII جون هاربو  [لغات أخرى]‏ (1984)
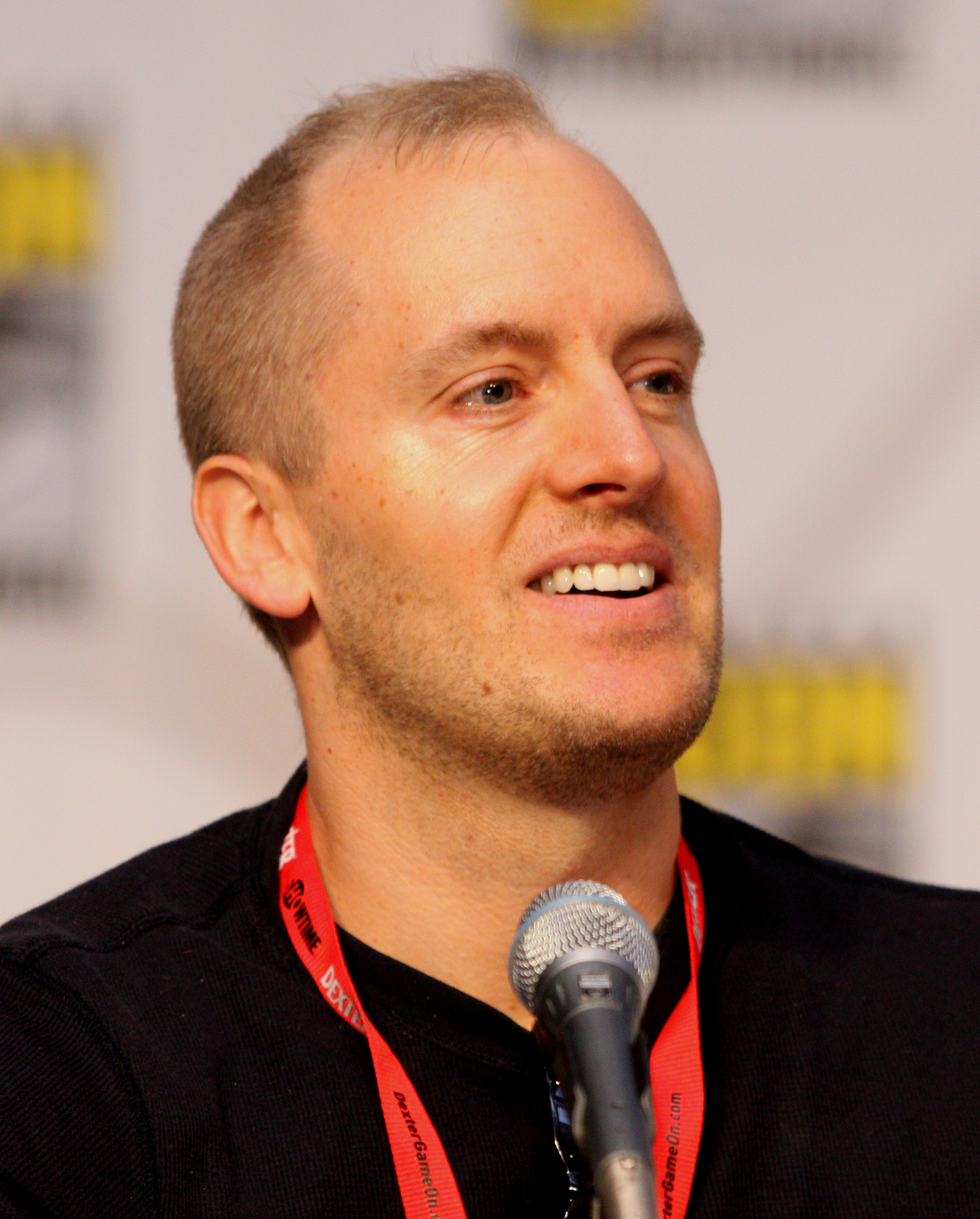
كاتب سيناريو الرسوم المتحركة الأمريكي مارك هينتمان  [لغات أخرى]‏ (بكالوريوس، 1991)
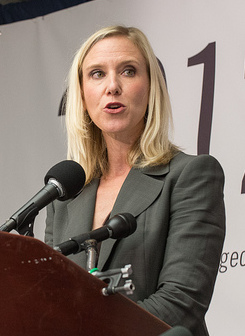
الرئيس التنفيذي للعمليات في Instagram مارن ليفين (بكالوريوس، 1992)
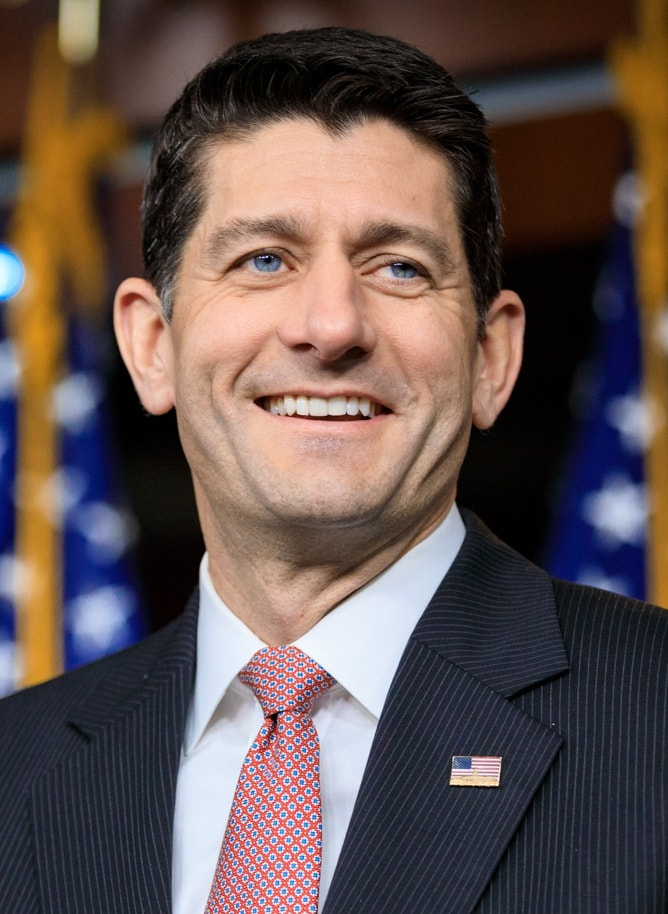
رئيس مجلس النواب الأمريكي الرابع والخمسون بول رايان (بكالوريوس، 1992)
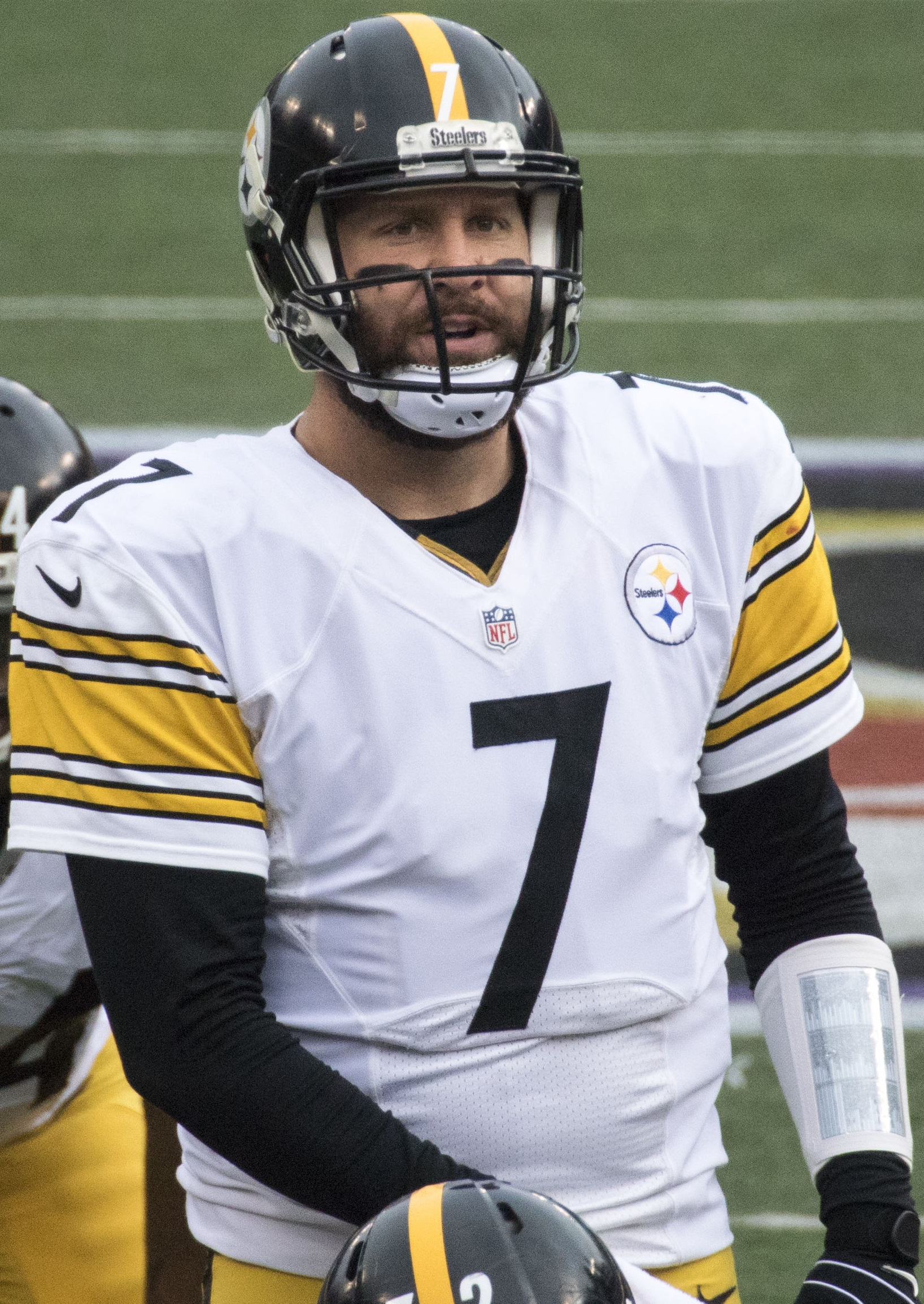
سوبر بول XL و XLIII بطل الوسط بن روثليسبيرجر (BS، 2012)

## روابط خارجية
- الموقع الرسمي
- موقع ويب جامعة ميامي لألعاب القوى